# Gare de Juan-les-Pins
La gare de Juan-les-Pins est une gare ferroviaire française de la ligne de Marseille-Saint-Charles à Vintimille (frontière), située à proximité du centre de la station balnéaire de Juan-les-Pins, sur le territoire de la commune d'Antibes, dans le département des Alpes-Maritimes, en région Provence-Alpes-Côte d'Azur.
C'est une gare de la Société nationale des chemins de fer français (SNCF), desservie par des trains TER Provence-Alpes-Côte d'Azur.

## Situation ferroviaire
Établie à 10 mètres d'altitude, la gare de Juan-les-Pins est située au point kilométrique (PK) 202,318 de la ligne de Marseille-Saint-Charles à Vintimille (frontière), entre les gares de Golfe-Juan-Vallauris et d'Antibes.

## Historique

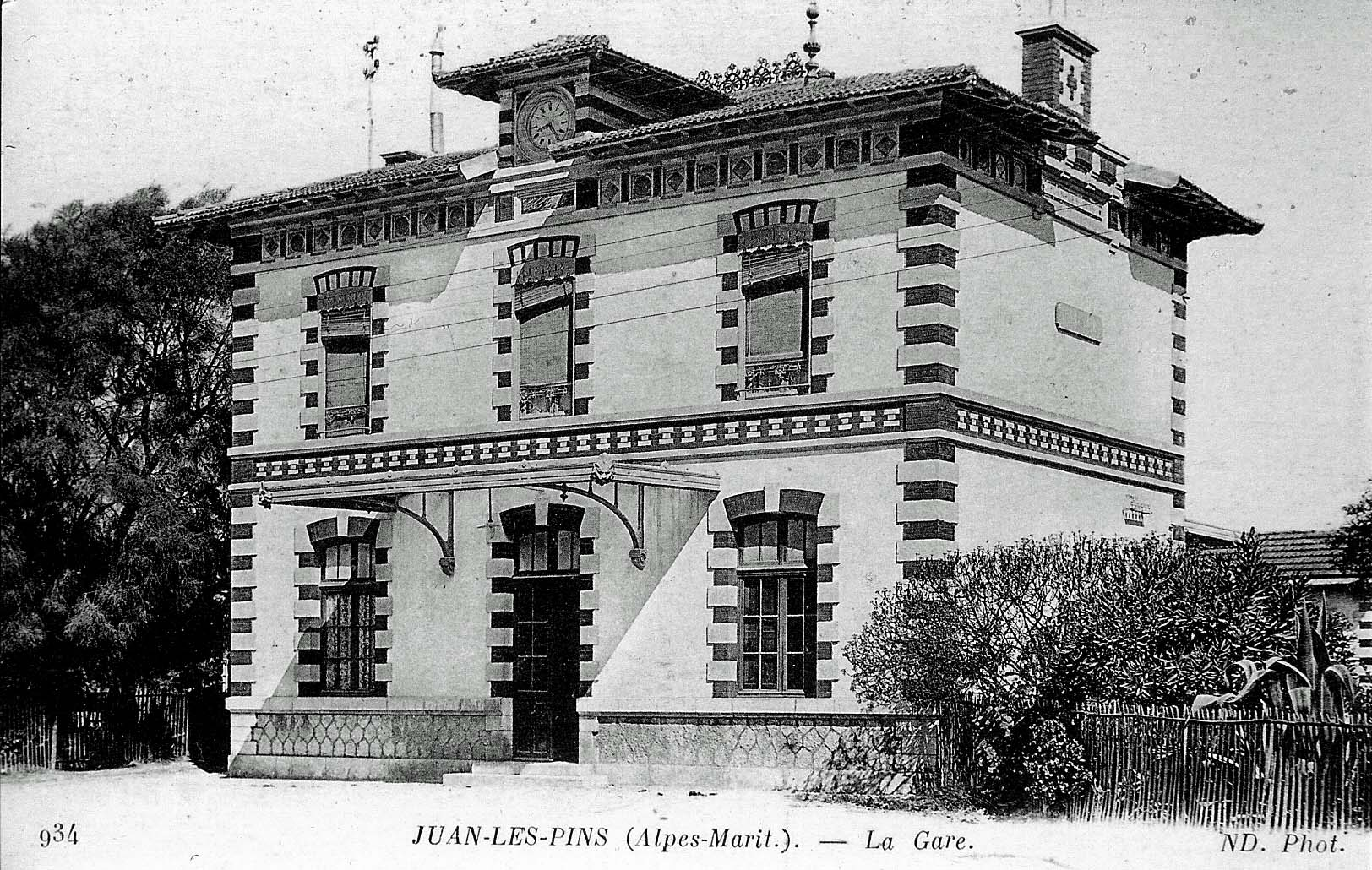
La gare vers 1900, avant les travaux d'agrandissement.

Bâtie en même temps que Juan-les-Pins dans les années 1880 en étant raccordée sur le réseau de la ligne du PLM (Ligne de Paris à Lyon et à la Méditerranée), la gare, très petite à l'origine, ne servait qu'à accueillir les vacanciers hivernaux anglais et russes. La popularité de la Côte d'Azur naissant à la fin du XIXe siècle lorsque les nobles et les monarques européens se font construire d'immenses propriétés dans les pinèdes de la région, la station ferroviaire se retrouve rapidement débordée par l'afflux de vacanciers devenus quotidiens et les services qu'elle propose deviennent incompatibles avec la demande exigeante des touristes.
Il faut attendre 1930 pour que les travaux soient engagés aux frais de la Compagnie du PLM. Les bâtiments furent modifiés et agrandis en même temps d'être perfectionnés et embellis. L'ancien bâtiment, long à peine de 12 m, devient une importante bâtisse d'une cinquantaine de mètres flanquée de deux ailes avec terrasse et d’un bâtiment en retour de même style que les ailes. Les plafonds sont surélevés, de nouveaux guichets et un service de bagages modernisé sont installés à l'instar d'un bureau des renseignements, mettant ainsi fin aux longues (et fatigantes) files d'attente du public. Les salles d'attente sont agrandies et s'ouvrent sur des trottoirs et des quais également remodelés pour accueillir les nouveaux trains… Le tout éclairé par d'élégants lampadaires. Fait relativement nouveau : alors qu'à la même époque la plupart des gares proposent tous les services dans un seul et même bâtiment, la gare de Juan-les-Pins fait figure de pionnière car y sont installés dans un bâtiment annexe, et non plus en pleine gare, une messagerie moderne, une salle pour le public et un magasin de grandes dimensions donnant sur un vestibule spacieux. Enfin, alors que dans d'autres villes, le personnel de la gare est logé à l'étage, Juan-les-Pins offre des logements confortables à ce même personnel dans une maison indépendante du bâtiment des voyageurs.

## Fréquentation
De 2015 à 2023, selon les estimations de la SNCF, la fréquentation annuelle de la gare s'élève aux nombres indiqués dans le tableau ci-dessous.
| Année     | 2015    | 2016    | 2017    | 2018    | 2019    | 2020    | 2021    | 2022    | 2023      |
| --------- | ------- | ------- | ------- | ------- | ------- | ------- | ------- | ------- | --------- |
| Voyageurs | 640 609 | 599 898 | 728 265 | 674 569 | 811 048 | 452 532 | 609 298 | 837 466 | 1 027 841 |

## Service des voyageurs

### Accueil
Gare de la SNCF, elle dispose d'un bâtiment voyageurs, avec guichet, ouvert tous les jours. Elle est équipée d'automates pour l'achat de titres de transport.

### Desserte
Juan-les-Pins est desservie par des trains TER Provence-Alpes-Côte d'Azur, qui effectuent des missions entre les gares des Arcs - Draguignan, ou de Grasse, et de Vintimille.

### Intermodalité
Un parking est aménagé à ses abords.